# Хеглиг
Хеглиг (араб. هجليج‎, англ. Heglig) — небольшой город на юге Судана, расположенный на территории штата Южный Кордофан.

## Географическое положение
Город находится в южной части штата, вблизи границы с Южным Суданом, на расстоянии приблизительно 114 километров к юго-юго-западу (SSW) от Кадугли, административного центра штата.

## Статус
Город находится на территории одноимённого нефтеносного бассейна, из которого добывается значительная часть суданской нефти.
Территориальную принадлежность Хеглига оспаривают Судан и Южный Судан.
В 2005 году, в ходе мирных переговоров, приведших к подписанию Найвашского соглашения, было оговорено, что Хеглиг, известный в Южном Судане как Пантау (Panthou), будет включен в состав района Абьей, одной из территорий, чей статус не был полностью определён соглашением.

В 2009 году, согласно резолюции Международного арбитражного суда в Гааге, границы района Абьей были изменены, а его площадь его уменьшена. При этом Хеглиг остался за пределами района. Власти Судана придерживаются позиции, согласно которой резолюция суда определяет Хеглиг как составную часть штата Южный Кордофан. В свою очередь, Южный Судан настаивает на принадлежности Хеглига к своему штату Юнити.

## Конфликт в Южном Кордофане
10 апреля 2012 года город был захвачен армией Южного Судана. Согласно заявлению южносуданских властей, это было сделано для того, чтобы предотвратить возможное, с их точки зрения, нападение со стороны Судана. В ответ Хартум объявил всеобщую мобилизацию.
Действия Южного Судана подверглись осуждению со стороны Лиги арабских государств и ООН. Генеральный секретарь ООН Пан Ги Мун обратился к властям Южного Судана с призывом о немедленном выводе войск.
20 апреля власти в Джубе обязались вывести войска из нефтеносного района в срок до трех дней. 22 апреля армия Южного Судана покинула спорный район.